# 一宮市立木曽川西小学校
一宮市立木曽川西小学校（いちのみやしりつ きそがわにししょうがっこう）は、愛知県一宮市にある公立小学校。通称「木西」（きにし）

## 概要
- 旧・葉栗郡木曽川町の小学校である。

## 所在地
- 愛知県一宮市木曽川町玉ノ井字道路寺7番地3

## 沿革
- 1873年（明治6年） - 葉栗郡玉ノ井村、三ツ法寺村、外割田村が共同で、玉ノ井念敬寺に出塵学校を創立する。
- 1873年（明治6年） - 葉栗郡里小牧村、中島村が共同で、四邑学校を創立する。（正式には邑ではなく、邑の口は日である）
- 1875年（明治8年） - 四邑学校は里中学校に改称する。
- 1876年（明治9年） - 出塵学校を訓田学校に改称する。（正式には訓ではなく、王に川である）
- 1877年（明治10年） - 外割田村が訓田学校より離脱。割田学校を創立する。
- 1887年（明治20年） - 里中学校、訓田学校、割田学校を統一し、尋常小学外割田学校となる。割田学校が本校となり、里中学校は里小牧分教場、訓田学校は玉ノ井分教場となる。
- 1889年（明治22年） - 曽根村、黒田村、門間村、内割田村、外割田村、三ッ法寺村が合併し黒田村となる。中島村は北方村に編入されたため、旧中島村の生徒は北方尋常小学校（現一宮市立北方小学校）への通学となる。
- 1882年（明治25年） - 尋常小学外割田学校は廃止される。尋常小学外割田学校の校区のうち、黒田村に所属する地区のうち、旧外割田村の生徒は黒田尋常小学校（現一宮市立黒田小学校）への通学となる。玉ノ井村と黒田村の一部（旧三ツ法寺村地区）は玉ノ井尋常小学校を設立し、里小牧村は里小牧尋常小学校を設立する。
- 1906年（明治39年） - 里小牧村、玉ノ井村が黒田町（1894年に黒田村が町制施行）に編入される。
- 1910年（明治43年） - 黒田町が木曽川町に改称する。このさい、玉ノ井尋常小学校と里小牧尋常小学校が統合され、木曽川西尋常小学校になる。
- 1912年（明治45年） - 現在地に移転する。
- 1920年（大正9年） - 高等科を設置し、木曽川西尋常高等小学校に改称する。
- 1941年（昭和16年） - 木曽川町立木曽川西国民学校に改称する。
- 1947年（昭和22年） - 木曽川町立木曽川西小学校に改称する。
- 1965年～1979年（昭和40～54年） - 現在の校舎が新築される。
- 2005年（平成17年） - 木曽川町、尾西市は一宮市に編入される。これにより一宮市立木曽川西小学校に改称する。

## 通学区域
- 木曽川町黒田字北宿一の切の一部、木曽川町里小牧（木曽川町里小牧字西青木の一部、木曽川町里小牧字東蛭田、木曽川町里小牧字蛭田の一部、木曽川町里小牧字南蛭田の一部を除く）、木曽川町外割田二の通りの一部、木曽川町外割田四の通りの一部、木曽川町外割田字青木、木曽川町外割田字稲葉川田、木曽川町外割田字江東、木曽川町外割田字大畔西、木曽川町外割田字大橋向、木曽川町外割田字勝橋川田、木曽川町外割田字勝橋東、木曽川町外割田字上伊勢田、木曽川町外割田字上稲葉、木曽川町外割田字上桂徳輪、木曽川町外割田字上堀田、木曽川町外割田字北乙五郎、木曽川町外割田字北沼、木曽川町外割田字高照寺東、木曽川町外割田字郷中川田、木曽川町外割田字郷間、木曽川町外割田字小牧境、木曽川町外割田字申町、木曽川町外割田字下伊勢田、木曽川町外割田字下稲葉、木曽川町外割田字下川田、木曽川町外割田字下桂徳輪、木曽川町外割田字下玉ノ井境、木曽川町外割田字下堀田、木曽川町外割田字千代の一部、木曽川町外割田字出池、木曽川町外割田字寺前の一部、木曽川町外割田字天王西、木曽川町外割田字中伊勢田、木曽川町外割田字中稲葉、木曽川町外割田字七町、木曽川町外割田字西片ノ池、木曽川町外割田字西郷中、木曽川町外割田字西郷西、木曽川町外割田字西郷東、木曽川町外割田字西千代、木曽川町外割田字西松ノ木、木曽川町外割田字西芳池、木曽川町外割田字蓮池の一部、木曽川町外割田字東片ノ池、木曽川町外割田字東郷中の一部、木曽川町外割田字東千代の一部、木曽川町外割田字東芳池、木曽川町外割田字前堀田、木曽川町外割田字孫兵衛池、木曽川町外割田字南青木の一部、木曽川町外割田字南乙五郎、木曽川町外割田字伊勢田、木曽川町外割田字堀田、木曽川町外割田字芳池、木曽川町玉ノ井、木曽川町三ツ法寺[1]。

## 進学先中学校
- 一宮市立木曽川中学校

## 交通機関
- 名古屋鉄道尾西線、玉ノ井駅より徒歩20分
- i-バス木曽川・北方コース「木曽川西部いこいの家」バス停下車、徒歩すぐ